# Alsópetény
Alsópetény (szlovákul: Dolné Peťany) község Nógrád vármegyében, a Rétsági járásban.

## Fekvése
A Cserhát dombjai között, a Nyugat-Cserhát völgyében, a 423 méter magas Kő-hegy, és a 446 méter magas Dél-hegy lábánál fekszik a legközelebbi várostól, Rétságtól közúton 15 kilométerre délkeletre.
A szomszédos települések: Felsőpetény (4 km), Nézsa (6 km) és Keszeg (6 km).

### Megközelítése
Budapest irányából a 2-es főútról Szendehely után jobbra lekanyarodva, a 2114-es, majd a 21 125-ös, végül a 2115-ös úton érhető el, Nőtincsen és Felsőpetényen keresztül; a 2115-ös út köti össze Rétsággal, valamint a keleti szomszédságában fekvő településekkel is. Határszélét délkeleten érinti még a 2107-es út is, az Penccel köti össze (Keszegen keresztül).

## Története
A település határában fellelt földvár-maradványok bizonyítják, hogy a terület már évszázadokkal ezelőtt is lakott volt.
Első fennmaradt írásos említése 1268-ból való, ekkor a szomszédos Felsőpeténnyel együtt a Csák nemzetség birtokolta. 1277-ből szintén fennmaradt egy írás, amelyben szerepel a falu neve.
A 15. század elején az Alsópetényi család birtokolta.
I. Ulászló 1440-ben a Szobi családnak adományozta.
1507-ben Werbőczy István lett a település birtokosa, aki itt írta a Tripartitum nevű törvénykönyvet.
A török hódoltság idején Alsópetény szinte teljesen megsemmisült, régi temploma is elpusztult.
A 18. században tótokat (szlovákokat) telepítettek le a környéken, és később a templomot is újjáépítették.
A Somogyi-kúria az 1820-as években épült.

## Közélete

### Polgármesterei
- 1990–1994: Kis Ernőné (független)[4]
- 1994–1998: Kis Ernőné (független)[5]
- 1998–2002: Kis Ernőné (független)[6]
- 2002–2006: Laluja Imre (független)[7]
- 2006–2010: Laluja Imre (független)[8]
- 2010–2014: Laluja Imre (független)[9]
- 2014–2019: Laluja Imre (független)[10]
- 2019–2021: Kovácsné Varga Andrea (független)[11]
- 2022–2024: Avar Ákos (független)[12]
- 2024– : Avar Ákos (független)[1]

A településen 2022. június 26-án időközi polgármester-választást kellett tartani, mert a korábbi polgármester 2021. szeptember 30-i hatállyal lemondott tisztségéről. [A két dátum közt eltelt, aránylag hosszú időtartamot a koronavírus-járvány miatt elrendelt korlátozások indokolták, mivel a járványhelyzet fennállása alatt Magyarországon nem lehetett választást kitűzni.] A választáson három független jelölt indult, a győztes 75 %-ot megközelítő eredménnyel nyert mandátumot.

## Népesség
A település népességének alakulása:
| Lakosok száma | 835  | 732  | 770  | 666  | 595  | 550  | 581  | 572  | 561  | 564  |
|               | 1980 | 1990 | 2001 | 2011 | 2013 | 2015 | 2021 | 2022 | 2023 | 2024 |

2001-ben a település lakosságának 44%-a szlovák, 36%-a magyar, 17%-a cigány, 1%-a német, 1%-a szlovén és 1%-a egyéb nemzetiségűnek vallotta magát.
A 2011-es népszámlálás során a lakosok 82,6%-a magyarnak, 6,3% cigánynak, 0,5% németnek, 0,6% románnak, 17,1% szlováknak, 0,2% szlovénnek mondta magát (17,4% nem nyilatkozott; a kettős identitások miatt a végösszeg nagyobb lehet 100%-nál). A vallási megoszlás a következő volt: római katolikus 62,8%, református 3,6%, evangélikus 1,5%, görögkatolikus 0,2%, felekezeten kívüli 3,2% (28,1% nem nyilatkozott).
2022-ben a lakosság 92,2%-a vallotta magát magyarnak, 1,5% cigánynak, 0,2% németnek, 0,1-0,1% szlováknak, görögnek és románnak, 2,1% egyéb, nem hazai nemzetiségűnek (7,6% nem nyilatkozott; a kettős identitások miatt a végösszeg nagyobb lehet 100%-nál). Vallásuk szerint 59% volt római katolikus, 1,2% evangélikus, 0,7% református, 0,3% görög katolikus, 0,1% ortodox, 0,1% izraelita, 1,7% egyéb keresztény, 1,5% egyéb katolikus, 5% felekezeten kívüli (30,3% nem válaszolt).

## Látnivalók

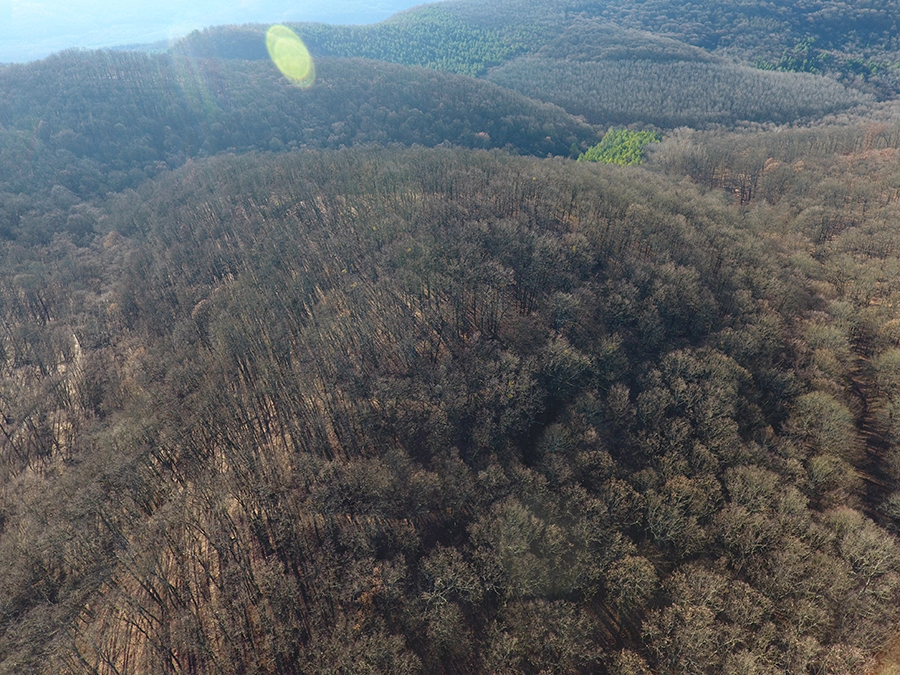
Alsópetény, Földvár légi fotón

- Gyurcsányi–Prónay-kastély: 1750 körül épült barokk stílusban. Jelenleg magántulajdonban van, három épülete áll, parkja védett természeti érték.
- Andreánszky-kastély
- Templom: a régi templom a törökdúlás idején elpusztult, a ma álló épület 16. századi eredetű, a 18. században alakították át és építették mellé a különálló harangtornyot. Stílusa gótikus, barokk. A templomnak és kapcsolódó létesítményeinek térhasználata szinte egyedülálló a katolikus templomok között, ez ihlette Rozványi Dávid: A Möbius-lépcső (Alsópetény) című írását.
- Werbőczy-gúla:  Gyurcsányi Ignác felesége állíttatta 1791-ben.
- Cser-tó a Petényi-patakon (horgásztó)
- Prónay-kilátó (Romhány határán)
- Rózsavilág (rózsakert, rendezvényhelyszín)

## Nevezetességek
2007 októberétől Alsópetényen is áthalad az Országos Kéktúra.
A település szülötte volt Andreánszky Gábor (1895–1967) botanikus, paleobotanikus, az MTA tagja.
Itt halt meg Andreánszky István (1843-1917) államtitkár.
Itt forgatták 1977-ben Fazekas Lajos Defekt című filmjének egyes jeleneteit.

## Képek

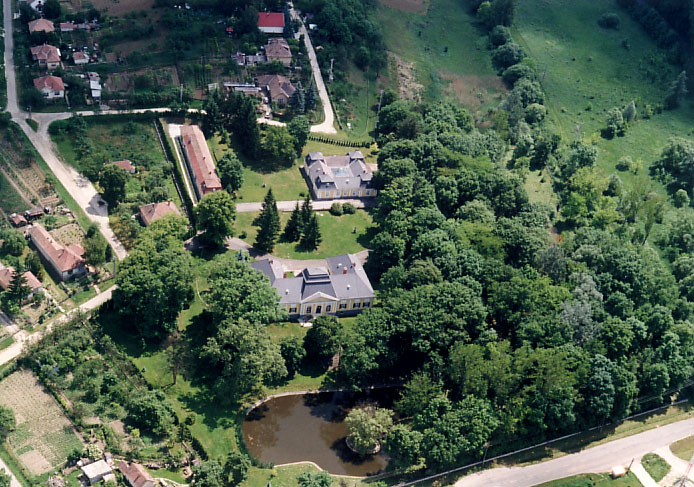
A felújított Gyurcsányi–Prónay-kastély a levegőből
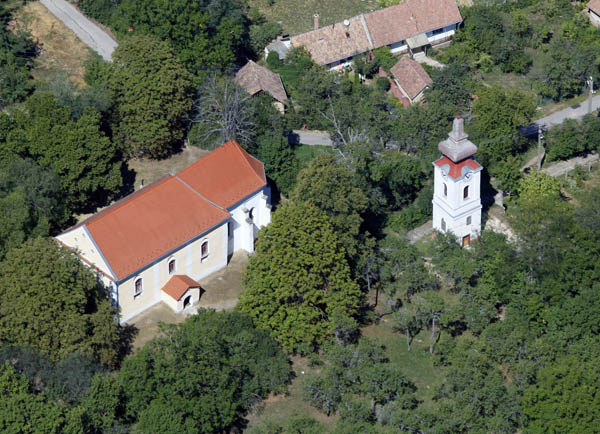
Alsópetény katolikus temploma, légi fotó
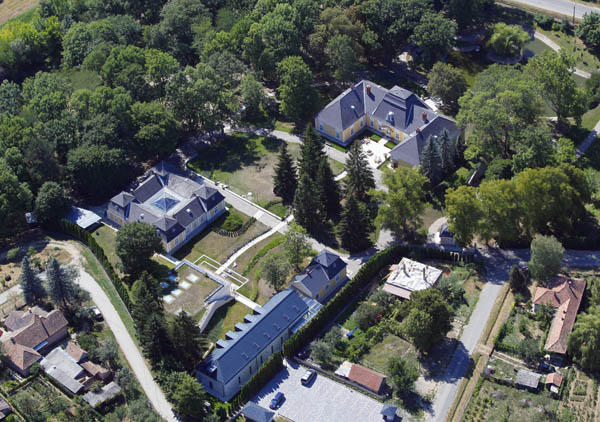
A Gyurcsányi–Prónay-kastély fényképe a levegőből
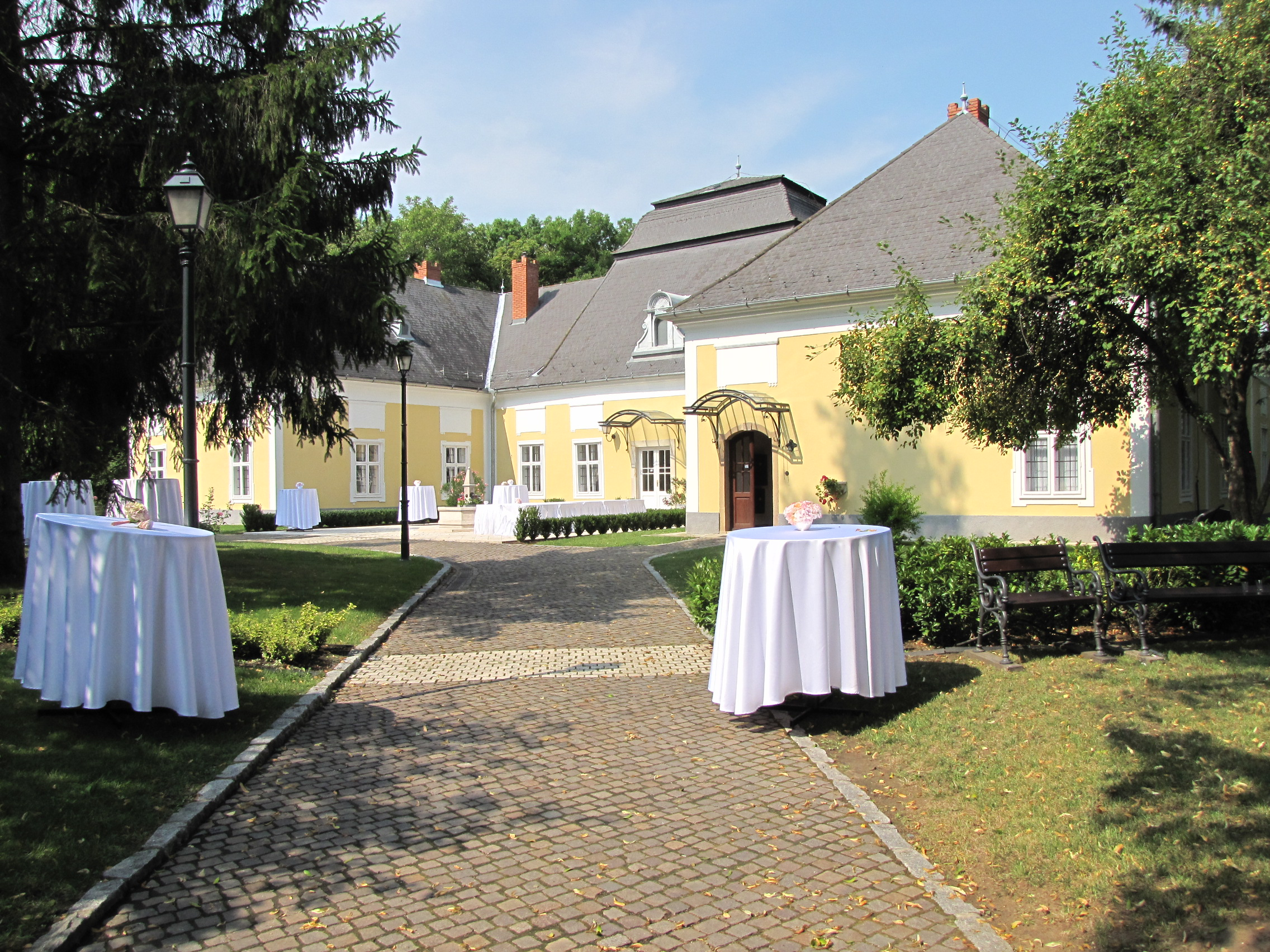
Gyurcsányi–Prónay-kastély
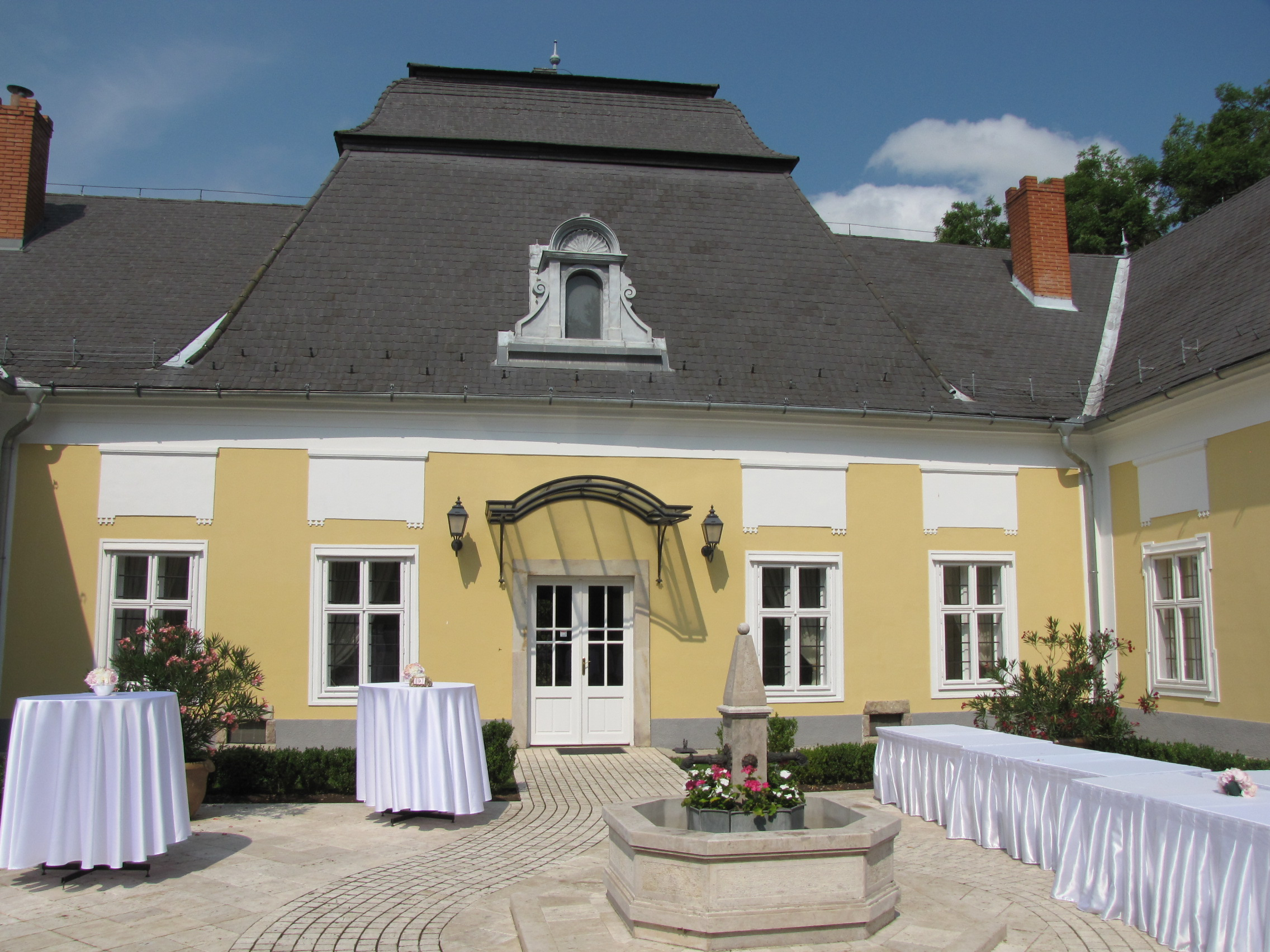
Gyurcsányi–Prónay-kastély
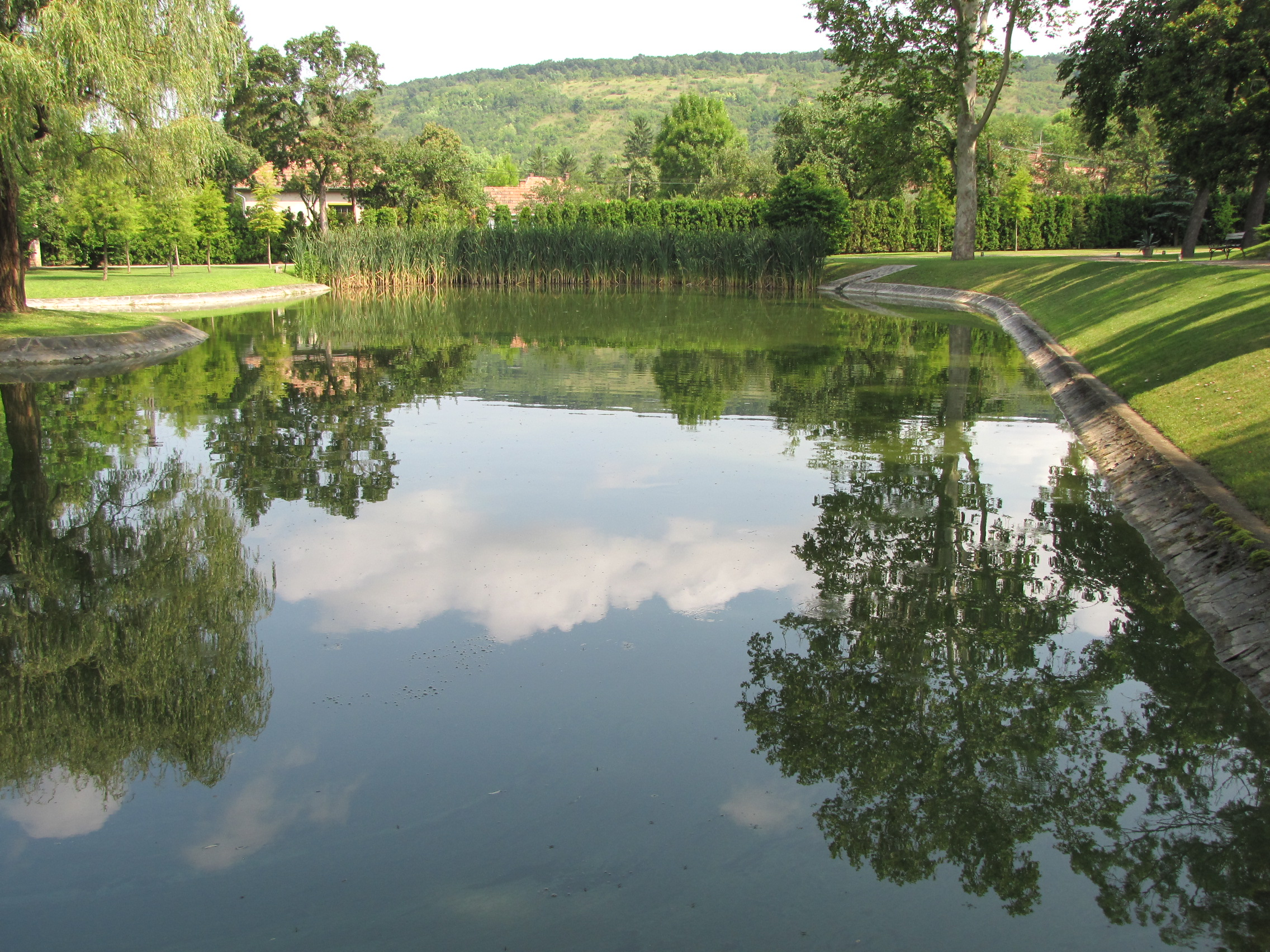
Gyurcsányi–Prónay-kastély parkja
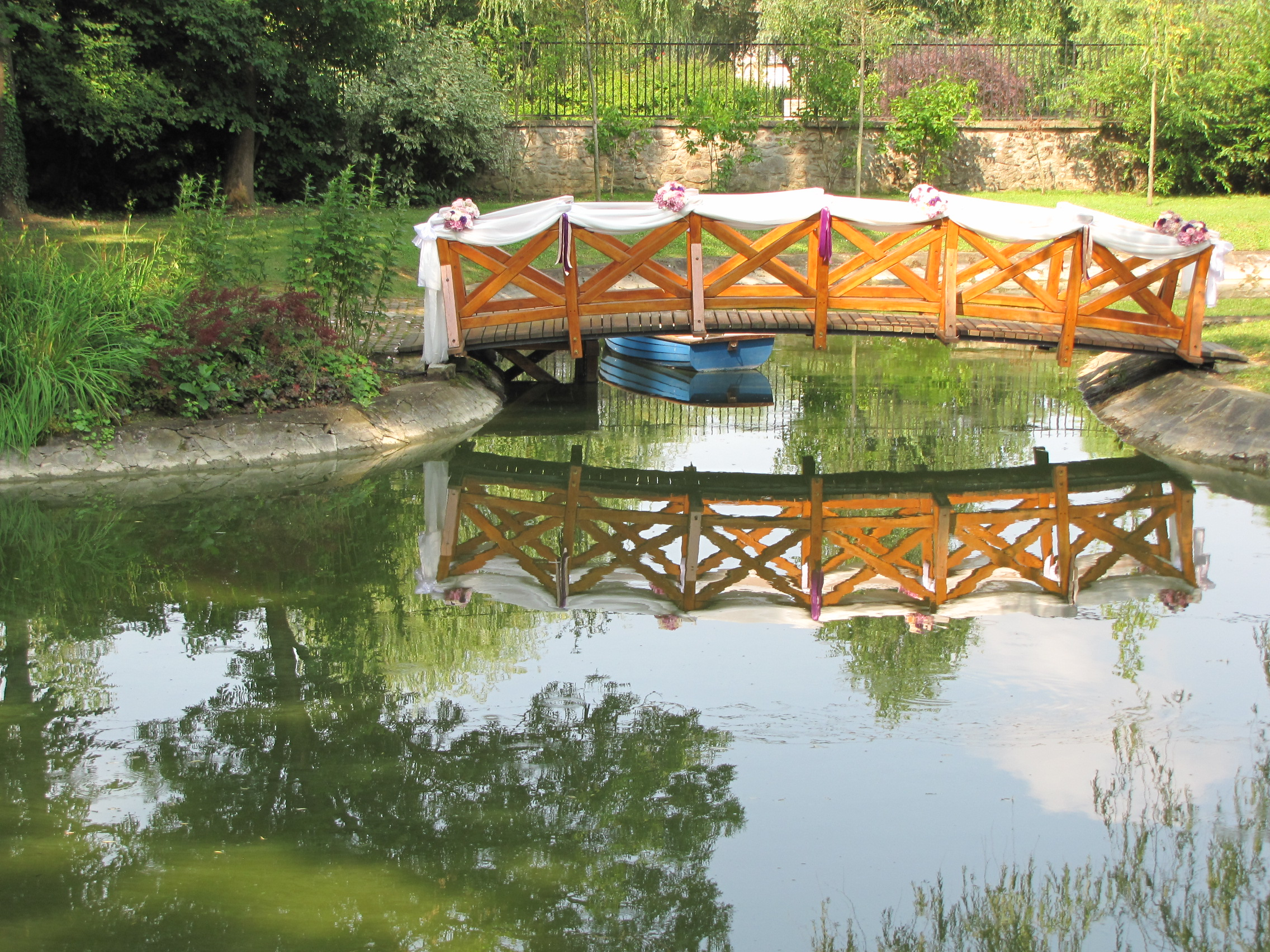
A Gyurcsányi–Prónay-kastély parkja
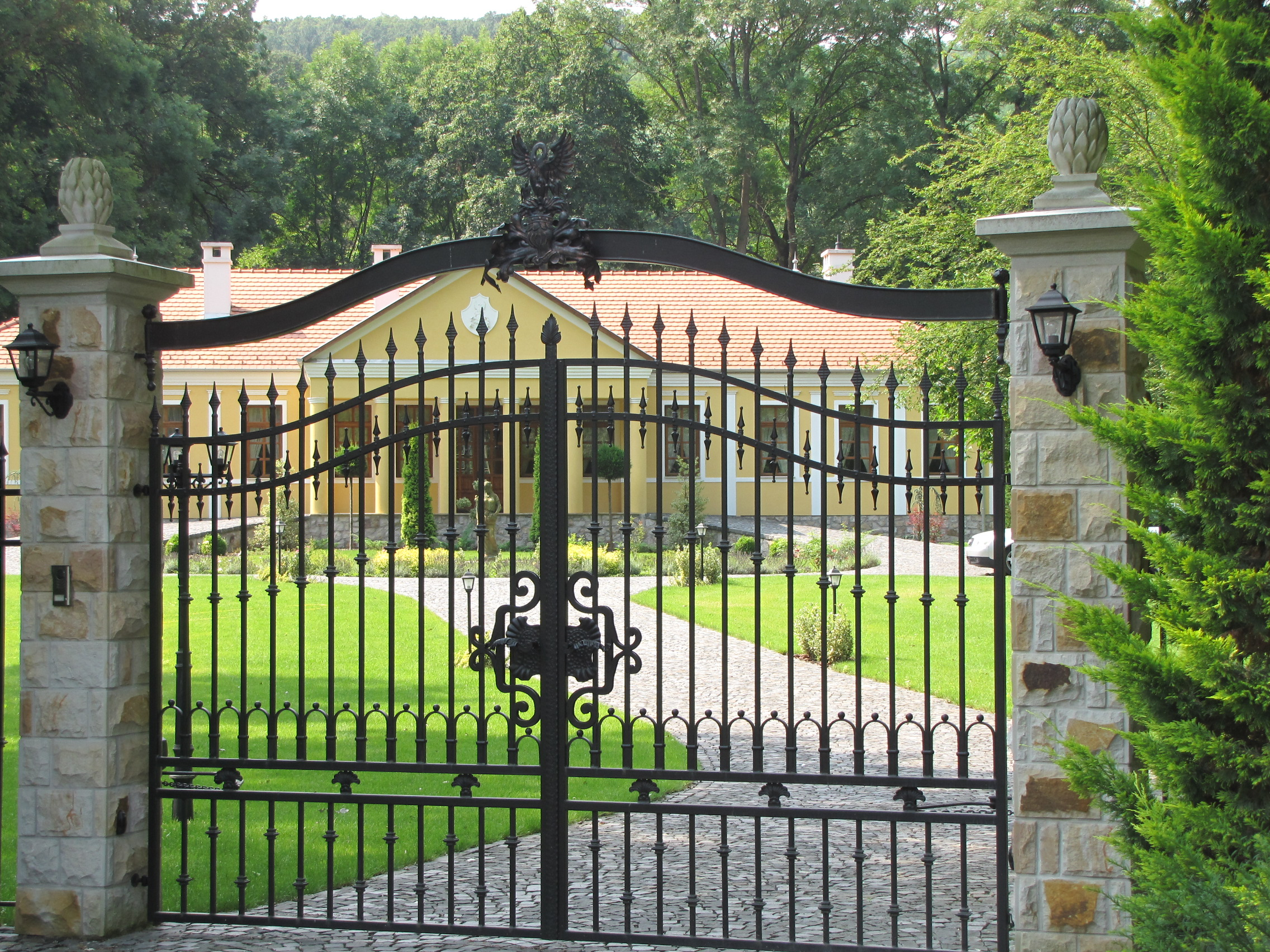
Az Andreánszky-kastély
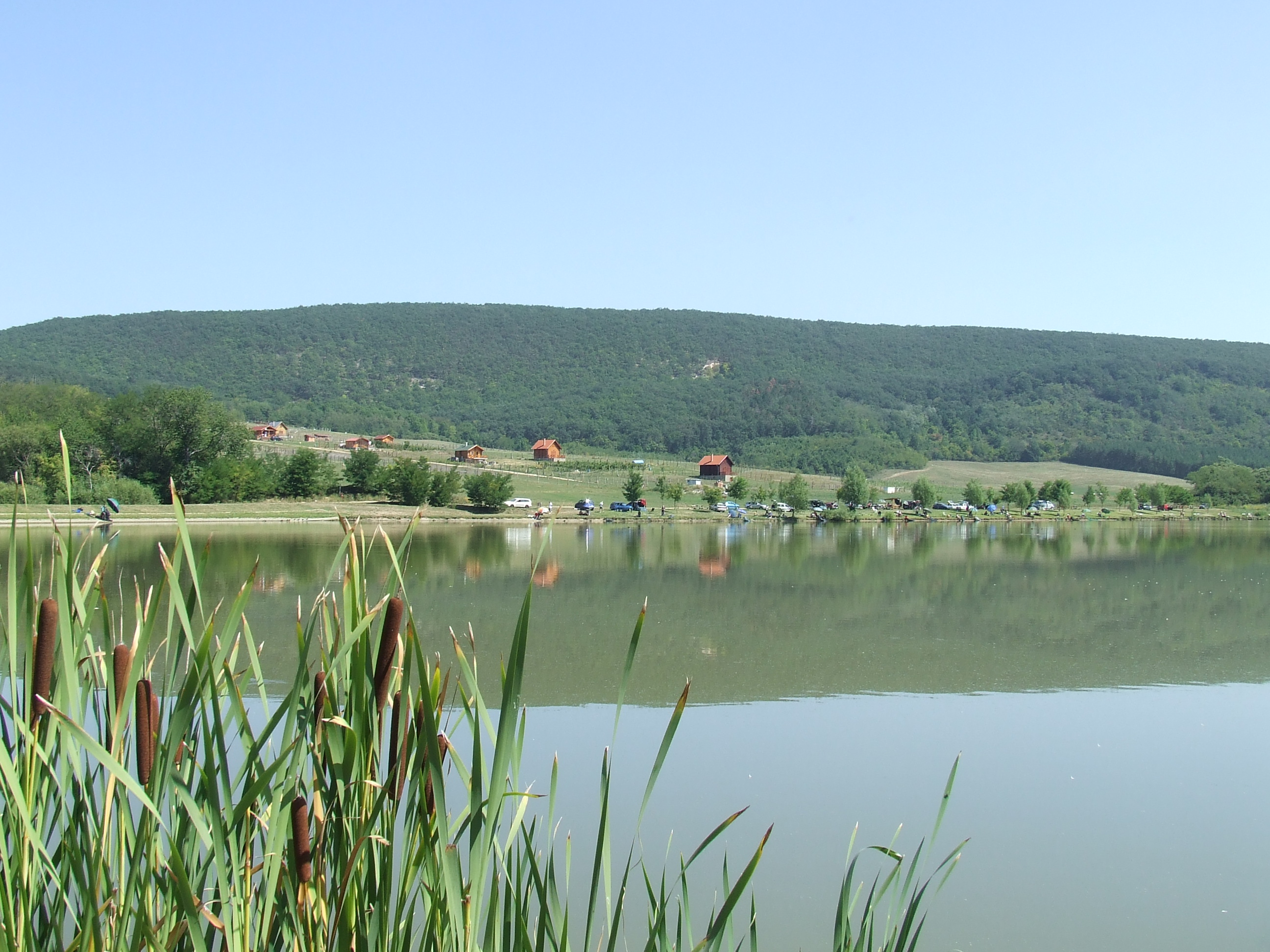
Cser-tó
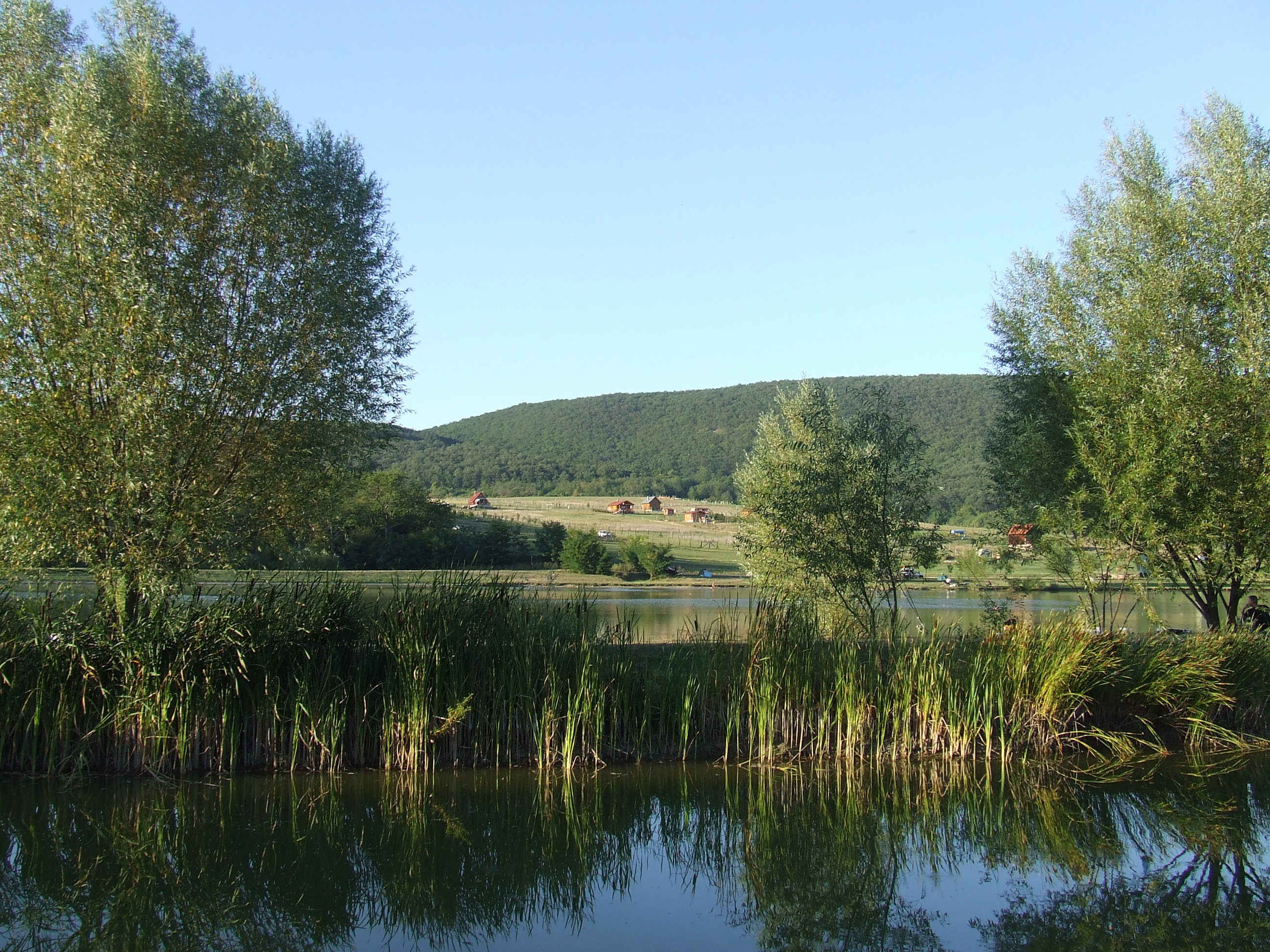
Cser-tó
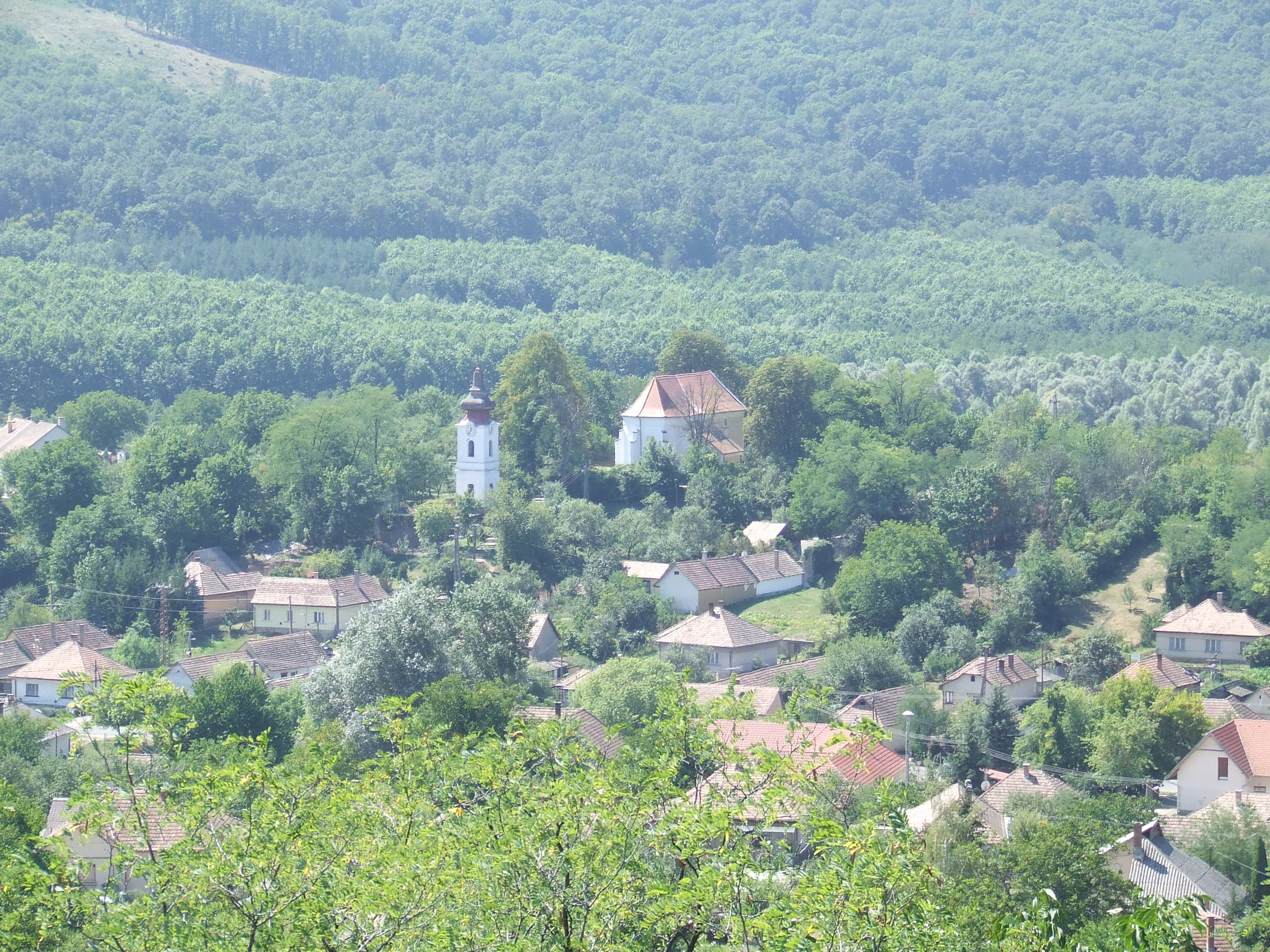
panoráma